# Джошуа Боумен
Джошуа Тобіас Боумен (англ. Joshua Tobias Bowman, нар. 4 березня 1988, Беркшир, Англія) — англійський актор, найбільш відомий за роллю Деніела Грейсона в серіалі ABC «Помста».

## Життєпис
Народився в графстві Беркшир 4 березня 1988 року. Здобув освіту в школі-інтернаті Веллінгтонського коледжу. Його сестра, Скарлетт Боуман, колишня зірка Голліоукс.
Боумен стверджує, що його батько єврей. В одному зі своїх інтерв'ю сказав, що він відчуває себе євреєм. Інші предки Боумена — англійці, ірландці та італійці.
У 18 років Боумен недовго був професійним регбістом, грав за клуб «Сараценс». Однак, після того, як Джошуа отримав два вивихи плеча під час першого року навчання, його попросили залишити клуб.
Акторський дебют Боумена відбувся у 2007 році, коли він зіграв роль Дімітрія в телесеріалі «Джин у домі». Потім він два роки знімався у британському серіалі «Holby City».
Знявся у фільмах «13Hrs», «Prowl», «Exteriors і Love's Kitchen».
У 2011 році він приєднався до сімейного шоу ABC «Make It or Break It», зігравши гімнаста, на ім'я Макс Спенсер.
Того ж року Боумен зіграв роль Деніела Грейсона у серіалі ABC «Помста», яка прославила його. Він також знявся в серіалі ABC «Time After Time» про пригоди юного Герберта Уеллса, який закрили у 2017 році.
Джошуа вивчав акторську майстерність в Інституті Лі Страсберга в Нью-Йорку.
У 2018 році зіграв роль Краско в епізоді «Роза» серіалу «Доктор Хто».

## Особисте життя
Боумен почав зустрічатися зі своєю колегою по серіалу «Помста» Емілі ВанКемп наприкінці 2011 року. Пара заручилася 11 травня 2017 року, а 15 грудня 2018 року одружилася на Багамах.
У серпні 2021 року Джошуа та Емілі оголосили про народження первістка, доньки Айріс.

## Фільмографія
| Рік     | Назва                                                                                | Роль                         | Примітка                                                                             |
| ------- | ------------------------------------------------------------------------------------ | ---------------------------- | ------------------------------------------------------------------------------------ |
| 2007    | Genie in the House (Джин у домі)                                                     | Дімітрій                     | 2 епізоди                                                                            |
| 2009    | Мyths (Міфи)                                                                         | Зевс                         |                                                                                      |
| 2009    | Betwixt (Між собою)                                                                  | Люк                          | Пілотний епізод, який не вийшов                                                      |
| 2009–10 | Holby City (Холбі Сіті)                                                              | Скот Джеймс                  | 9 епізодів                                                                           |
| 2010    | 13Hrs (Тринадцять годин)                                                             | Дуґ Волкер                   |                                                                                      |
| 2010    | Prowl (Нишпорка)                                                                     | Пітер                        |                                                                                      |
| 2011    | Exteriors (Екстер'єри)                                                               | Адам                         |                                                                                      |
| 2011    | Love's Kitchen (Кохання і кухня)                                                     | Роберто Алесандро            |                                                                                      |
| 2011    | Make It or Break It (Гімнастки)                                                      | Макс                         | Персонаж, що повторюється (2 сезон)                                                  |
| 2011–15 | Revenge (Помста)                                                                     | Деніел Грейсон               | Головна роль, 77 епізодів Номінований на — Teen Choice Awards TV Breakout Star: Male |
| 2012    | So Undercover (Агент під прикриттям)                                                 | Ніколас                      |                                                                                      |
| 2013    | The Last Keepers (Останні хранителі)                                                 | Тейлор                       |                                                                                      |
| 2016    | Level Up (Рівнем вище)                                                               | Метт                         |                                                                                      |
| 2017    | Time After Time (Епоха за епохою)                                                    | Джон Стівенсон / Джек-Різник | Головна роль                                                                         |
| 2018    | Doctor Who (Доктор Хто)                                                              | Краско                       | 1 епізод: «Роза»                                                                     |
| 2018    | Lore (Знання)                                                                        | Джек Персонс                 | 1 епізод: «Джек Персонс: диявол і божество»                                          |
| 2019    | Escaping the Madhouse: The Nellie Bly Story (Втеча з божевільні: Історія Неллі Блай) | Др. Джошіа                   | Мелодрама                                                                            |
| 2020    | Our Girl (Наша дівчинка)                                                             | капітан Антоніо              | 6 епізодів                                                                           |
| 2021    | The Desperate Hour (Година відчаю)                                                   | екстренний поліцейський      |                                                                                      |
| 2023    | Miranda's Victim (Жертва Міранди)                                                    | Чарльз                       |                                                                                      |